# Тахтинский район (Хабаровский край)
Тахтинский район — административно-территориальная единица в составе Нижнеамурской области и Хабаровского края РСФСР, существовавшая в 1943—1963 годах. Административный центр — село Тахта.

## История
Тахтинский район был образован 2 апреля 1943 года путём выделения из Нижнеамурского района. В состав района вошли Белоглинский, Воскресенский, Дальжинский, Демьяновский, Имский, Какормский, Колчанский, Кальминский, Князевский, Кульчинский, Магинский, Мачулинский, Новотроицкий, Романовский, Сусанинский, Тахтинский, Удинский и Херпучинский сельсоветы.
27 ноября 1947 года Демьяновский с/с был упразднён. 10 августа 1949 года Магинский с/с был преобразован в поссовет. 19 ноября 1952 года был упразднён Мачулинский с/с. 17 июня 1954 года Романовский с/с был присоединён к Тахтинскому. 23 июня 1955 года Белогинский с/с был переименован в Тырский.
23 января 1956 года в связи с ликвидацией Нижнеамурской области Тахтинский район перешёл в прямое подчинение Хабаровского края.
13 августа 1959 года Кальминский с/с был присоединён к Тырскому. 4 февраля 1960 года Новотроицкий с/с был присоединён к Тахтинскому. 3 марта того же года Имский с/с был присоединён к Удинскому. 11 мая 1961 года Какормский с/С был переименован в Орель-Члянский.
1 февраля 1963 года Тахтинский район был упразднён, а его территория разделена между Ульчским (Воскресенский, Дальжинский, Князевский, Колчанский, Кульчинский, Орель-Члянский, Сусанинский, Тахтинский, Тырский с/с) и имени Полины Осипенко (Херпучинский и Удинский с/с) промышленными районами. Посёлок Маго был передан в подчинение городу Николаевску-на-Амуре.

## Население
По данным переписи 1959 года в Тахтинском районе проживало 17 018 чел..

## СМИ
В районе с 1943 года издавалась газета «Амурский маяк».